# Zygothuria candelabri
Zygothuria candelabri is een zeekomkommer uit de familie Mesothuriidae.
De wetenschappelijke naam van de soort werd in 1923 gepubliceerd door Hérouard.